# Wild Cards (série littéraire)
Pour les articles homonymes, voir Wild Card.
Wild Cards est une série de science-fiction uchronique de super-héros écrite en collaboration par de nombreux auteurs depuis 1987. Elle est éditée par George R. R. Martin qui en est également l'un des contributeurs. En 2024, la série est composée de trente-deux tomes.
Parmi les autres auteurs, on peut citer Roger Zelazny, Lewis Shiner, Melinda Snodgrass, Howard Waldrop, Walter Jon Williams, Leanne C. Harper, Chris Claremont, Victor Milán, John J. Miller, Stephen Leigh, David D. Levine ou encore Pat Cadigan.
Les neuf premiers tomes de la série ont été traduits en français et édités chez J'ai lu dans la collection Nouveaux Millénaires.

## Résumé
Le virus Wild Cards est un virus extra-terrestre (mis au point par une faction aristocratique de la planète Takis pour en éliminer une autre), répandu au-dessus de New York le 15 septembre 1946, qui tue immédiatement dix mille personnes, et cause chez les autres personnes contaminées d'horribles mutations. On établit par la suite que ce virus modifie l'ADN de ses victimes, dont 90 % meurent immédiatement (on dit qu'ils ont « tiré la reine noire »). Parmi les rescapés, neuf sur dix subissent des mutations monstrueuses ; ils sont surnommés les Jokers. Un dixième seulement des rescapés bénéficient de mutations leur conférant des super-pouvoirs, et deviennent des As. On peut aussi mentionner les Deux, des As dont le super-pouvoir est soit ridicule (par exemple faire pousser sa pilosité à volonté), soit trop faible pour être utile (par exemple léviter à cinquante centimètres),.

## Personnages principaux
- Docteur Tachyon

Le docteur Tachyon (appelé Tach) est un extraterrestre venant d'une planète appelé Takis. Il a de nombreux dons (comme la télépathie par exemple) et il vient sur Terre pour prévenir les terriens d'une attaque biologique de Takis. Cette attaque biologique vise à tester les effets du virus Wild Cards (l'espèce humaine étant génétiquement identique aux Takisiens).

## Composition

### Anthologies et romans
1. Wild Cards, J'ai lu, coll. « Nouveaux Millénaires », 2014 ((en) Wild Cards, 1987)Anthologie de nouvelles écrites par Edward Bryant, Michael Cassutt, Leanne C. Harper, Stephen Leigh, David D. Levine, George R. R. Martin, Victor Milán, John J. Miller, Lewis Shiner, Melinda Snodgrass, Carrie Vaughn, Howard Waldrop, Walter Jon Williams et Roger Zelazny
2. Aces High, J'ai lu, coll. « Nouveaux Millénaires », 2015 ((en) Aces High, 1987)Anthologie de nouvelles écrites par Pat Cadigan, George R. R. Martin, Victor Milán, John J. Miller, Lewis Shiner, Walton Simons, Melinda Snodgrass, Walter Jon Williams et Roger Zelazny
3. Jokers Wild, J'ai lu, coll. « Nouveaux Millénaires », 2015 ((en) Jokers Wild, 1987)Roman coécrit par Edward Bryant, Leanne C. Harper, George R. R. Martin, John J. Miller, Lewis Shiner, Walton Simons et Melinda Snodgrass
4. Aces Abroad, J'ai lu, coll. « Nouveaux Millénaires », 2015 ((en) Aces Abroad, 1988)Anthologie de nouvelles écrites par Edward Bryant, Michael Cassutt, Gail Gerstner-Miller, Leanne C. Harper, Stephen Leigh, George R. R. Martin, Victor Milán, John J. Miller, Kevin Andrew Murphy (en), Lewis Shiner, Walton Simons, Melinda Snodgrass et Carrie Vaughn
5. Down and Dirty, J'ai lu, coll. « Nouveaux Millénaires », 2016 ((en) Down and Dirty, 1988)Anthologie de nouvelles écrites par Edward Bryant, Pat Cadigan, Arthur Byron Cover, Leanne C. Harper, Stephen Leigh, George R. R. Martin, John J. Miller, Melinda Snodgrass, Walter Jon Williams et Roger Zelazny
6. Ace in the Hole, J'ai lu, coll. « Nouveaux Millénaires », 2016 ((en) Ace in the Hole, 1990)Roman coécrit par Stephen Leigh, Victor Milán, Walton Simons, Melinda Snodgrass et Walter Jon Williams
7. Dead Man's Hand, J'ai lu, coll. « Nouveaux Millénaires », 2018 ((en) Dead Man's Hand, 1990)Roman coécrit par George R. R. Martin et John J. Miller
8. One-Eyed Jacks, J'ai lu, coll. « Nouveaux Millénaires », 2019 ((en) One-Eyed Jacks, 1991)Anthologie de nouvelles écrites par Chris Claremont, Stephen Leigh, Victor Milán, John J. Miller, Kevin Andrew Murphy (en), Lewis Shiner, Walton Simons, Melinda Snodgrass, Carrie Vaughn et William F. Wu
9. Jokertown Shuffle, J'ai lu, coll. « Nouveaux Millénaires », 2020 ((en) Jokertown Shuffle, 1991)Anthologie de nouvelles écrites par Stephen Leigh, Victor Milán, John J. Miller, Lewis Shiner, Walton Simons, Melinda Snodgrass et Walter Jon Williams
10. (en) Double Solitaire, 1992Roman écrit par Melinda Snodgrass
11. (en) Dealer's Choice, 1992Roman coécrit par Edward Bryant, Stephen Leigh, George R. R. Martin, John J. Miller et Walter Jon Williams
12. (en) Turn of the Cards, 1993Roman écrit par Victor Milán
13. (en) Card Sharks, 1993Anthologie de nouvelles écrites par Michael Cassutt, Stephen Leigh, Victor Milán, Laura J. Mixon, Kevin Andrew Murphy (en), Melinda Snodgrass, William F. Wu et Roger Zelazny
14. (en) Marked Cards, 1994Anthologie de nouvelles écrites par Leanne C. Harper, Stephen Leigh, Victor Milán, Laura J. Mixon, Walton Simons, Melinda Snodgrass, Sage Walker (en) et Walter Jon Williams
15. (en) Black Trump, 1995Roman coécrit par Stephen Leigh, George R. R. Martin, Victor Milán, John J. Miller et Sage Walker (en)
16. (en) Deuces Down, 2002Anthologie de nouvelles écrites par Daniel Abraham, Michael Cassutt, Stephen Leigh, John J. Miller, Kevin Andrew Murphy (en), Walton Simons et Melinda Snodgrass
17. (en) Death Draws Five, 2006Roman écrit par John J. Miller
18. (en) Inside Straight, 2008Anthologie de nouvelles écrites par Daniel Abraham, Michael Cassutt, Stephen Leigh, George R. R. Martin, John J. Miller, Melinda Snodgrass, Caroline Spector, Ian Tregillis et Carrie Vaughn
19. (en) Busted Flush, 2008Anthologie de nouvelles écrites par Stephen Leigh, Victor Milán, John J. Miller, Kevin Andrew Murphy (en), Walton Simons, Melinda Snodgrass, Caroline Spector, Ian Tregillis et Carrie Vaughn
20. (en) Suicide Kings, 2009Roman coécrit par Daniel Abraham, Stephen Leigh, Victor Milán, Melinda Snodgrass, Caroline Spector et Ian Tregillis
21. (en) Fort Freak, 2011Anthologie de nouvelles écrites par Paul Cornell, David Anthony Durham, Ty Franck, Stephen Leigh, Victor Milán, John J. Miller, Mary Anne Mohanraj, Kevin Andrew Murphy (en), Cherie Priest et Melinda Snodgrass
22. (en) Lowball, 2014Anthologie de nouvelles écrites par Michael Cassutt, David Anthony Durham, David D. Levine, Mary Anne Mohanraj, Melinda Snodgrass, Ian Tregillis, Carrie Vaughn et Walter Jon Williams
23. (en) High Stakes, 2016Anthologie de nouvelles écrites par David Anthony Durham, Stephen Leigh, John J. Miller, Melinda Snodgrass, Caroline Spector et Ian Tregillis
24. (en) Mississippi Roll, 2017Anthologie de nouvelles écrites par Stephen Leigh, David D. Levine, John J. Miller, Kevin Andrew Murphy (en), Cherie Priest et Carrie Vaughn
25. (en) Low Chicago, 2018Anthologie de nouvelles écrites par Saladin Ahmed, Paul Cornell, Marko Kloos (en), John J. Miller, Mary Anne Mohanraj, Kevin Andrew Murphy (en), Christopher Rowe et Melinda Snodgrass
26. (en) Texas Hold'em, 2018Anthologie de nouvelles écrites par David Anthony Durham, Max Gladstone, Victor Milán, Diana Rowland, Walton Simons, Caroline Spector et William F. Wu
27. (en) Knaves Over Queens, 2018Anthologie de nouvelles écrites par Paul Cornell, Peadar Ó Guilín (en), Marko Kloos (en), Mark Lawrence, Kevin Andrew Murphy (en), Emma Newman, Peter Newman (en), Melinda Snodgrass, Caroline Spector et Charles Stross
28. (en) Three Kings, 2020Roman coécrit par Mary Anne Mohanraj, Peter Newman (en), Peadar Ó Guilín (en), Melinda Snodgrass et Caroline Spector
29. (en) Joker Moon, 2021Anthologie de nouvelles écrites par Michael Cassutt, Leo Kenden, David D. Levine, Victor Milán, John J. Miller, Mary Anne Mohanraj, Steve Perrin, Christopher Rowe, Walton Simons, Melinda Snodgrass et Caroline Spector
30. (en) Full House, 2022Anthologie de nouvelles écrites par Daniel Abraham, Paul Cornell, Marko Kloos (en), Stephen Leigh, David D. Levine, Victor Milán, Melinda Snodgrass, Caroline Spector, Carrie Vaughn et Walter Jon Williams
31. (en) Pairing Up, 2023Anthologie de nouvelles écrites par Gwenda Bond (en), Bradley Denton, David Anthony Durham, Marko Kloos (en), Kevin Andrew Murphy (en), Peter Newman (en), Christopher Rowe et Melinda Snodgrass
32. (en) Sleeper Straddle, 2024Roman coécrit par Max Gladstone, Stephen Leigh, Mary Anne Mohanraj, Cherie Priest, Christopher Rowe, Carrie Vaughn, Walter Jon Williams et William F. Wu

### Écrivains
- Daniel Abraham
- Saladin Ahmed
- Gwenda Bond (en)
- Edward Bryant
- Pat Cadigan
- Michael Cassutt
- Chris Claremont
- Paul Cornell
- Arthur Byron Cover
- Bradley Denton
- David Anthony Durham
- Ty Franck
- Max Gladstone
- Peadar Ó Guilín (en)
- Leanne C. Harper
- Leo Kenden
- Marko Kloos (en)
- Mark Lawrence
- Stephen Leigh
- David D. Levine
- George R. R. Martin
- Victor Milán
- Gail Gerstner-Miller
- John J. Miller
- Laura J. Mixon
- Mary Anne Mohanraj
- Kevin Andrew Murphy (en)
- Emma Newman
- Peter Newman (en)
- Steve Perrin
- Cherie Priest
- Christopher Rowe
- Diana Rowland
- Lewis Shiner
- Walton Simons
- Melinda Snodgrass
- Caroline Spector
- Charles Stross
- Ian Tregillis
- Carrie Vaughn
- Howard Waldrop
- Sage Walker (en)
- Walter Jon Williams
- William F. Wu
- Roger Zelazny

## Origines et publications
À l'origine, la série est imaginée par un groupe d'écrivains vivant à Albuquerque au Nouveau-Mexique à la suite de parties du jeu de rôle Superworld (en) mis en scène par George R. R. Martin entre 1983 et 1985,.
Désirant conserver l'aspect collectif de la création, Martin propose à ses joueurs-écrivains de se lancer dans l'écriture d'anthologies à univers partagé, alors très en vogue. Tous acceptent avec enthousiasme. Afin d'expliquer que tant de personnages jouissent simultanément de super-pouvoirs, Melinda Snodgrass a l'idée du virus extra-terrestre, et crée par la même occasion le personnage du Dr Tachyon. Cette idée de virus entraîne également l'apparition des Jokers, un des concepts originaux de la série.
Le 5 août 2012, Martin annonce que les six premiers volumes de la série paraîtront en France chez J'ai lu.
Les éditions Bantam Books, à travers leur division Bantam Spectra ont publié les douze premiers livres, de 1987 à 1993. Les éditions Baen Books (en) récupèrent ensuite la publication de la série pour trois livres, de 1993 à 1995. Les seizième et dix-septièmes ouvrages sont publiés par les éditions ibooks Inc., respectivement en 2002 et 2006. Depuis 2008, les éditions Tor Books sont chargées de la publication de la série, qui comptent à la fin de l'année 2018 vingt-sept livres, le dernier étant tout d'abord publié par la division HarperVoyager des éditions HarperCollins avant que Tor ne le publie en 2019.

## Adaptations

### Cinéma
En 2011, Syfy Films, la société de production de la chaîne américaine Syfy et de Universal Pictures, a acquis les droits d’adaptation au cinéma de la série. Melinda Snodgrass a été choisie pour en écrire le scénario.

### Télévision
En août 2016, Universal Cable Productions (en) a acquis les droits d’adaptation de la série pour la télévision. George R. R. Martin a déclaré que la production travaille à choisir les histoires et personnages à adapter. Du fait de son contrat d'exclusivité avec HBO, diffuseur de la série Game of Thrones basée sur les romans du Trône de fer, l'auteur a affirmé qu'il ne serait pas impliqué dans cette adaptation. Melinda Snodgrass devrait être producteur exécutif de la série. Dans un message sur son blog, George R. R. Martin a déclaré que Gregory Noveck ferait également partie des producteurs exécutifs.
Le 13 novembre 2018, il est annoncé qu'Universal Cable Productions (en) s'associe avec Hulu pour développer deux séries basées sur les ouvrages de la série qui seront utilisés afin d'établir un univers Wild Cards utilisé pour le service de streaming, mais en 2021 le projet a été transféré de Hulu à Peacock.

### Bande dessinée
Une série limitée en quatre volumes intitulée Wild Cards a été publiée en 1990 par Epic Comics, une division de Marvel Comics,. Ces quatre volumes ont ensuite été réuni et publié sous la forme d'un « trade paperback » en octobre 1991. Ils ont également été inclus dans Epic: An Anthology, paru en 1992.
Une deuxième série limitée intitulée Wild Cards: The Hard Call, écrite par Daniel Abraham et dessinée par Eric Battle, a été publiée en six volumes entre april et septembre 2008 par Dabel Brothers Productions (en),,. Dabel Brothers et Del Rey Books ont réunis ces titres en juillet 2008, en incluant Wild Cards: The Hard Call, sous la forme de romans graphiques à partir de l'été 2008. Les différents volumes ont été réunis dans un ouvrage publié par Dynamite Entertainment en février 2011.
Une troisième série limitée intitulée The Drawing of Cards est publiée par Marvel Comics à partir de juin 2022. Cette série est une adaptation des premiers romans.